# František Deym ze Stříteže
František hrabě Deym ze Stříteže, též Franz de Paula Severin Wenzel Maria hrabě Deym ze Stříteže, pro odlišení od otce někdy uváděn i jako František II. Deym ze Stříteže (23. srpna 1838 Nové Zámky – 3. září 1903 Eckersdorf), byl rakouský a český šlechtic z rodu Deymů ze Stříteže, diplomat a politik, ve druhé polovině 19. století poslanec Říšské rady a dlouholetý rakousko-uherský velvyslanec v Londýně.

## Biografie

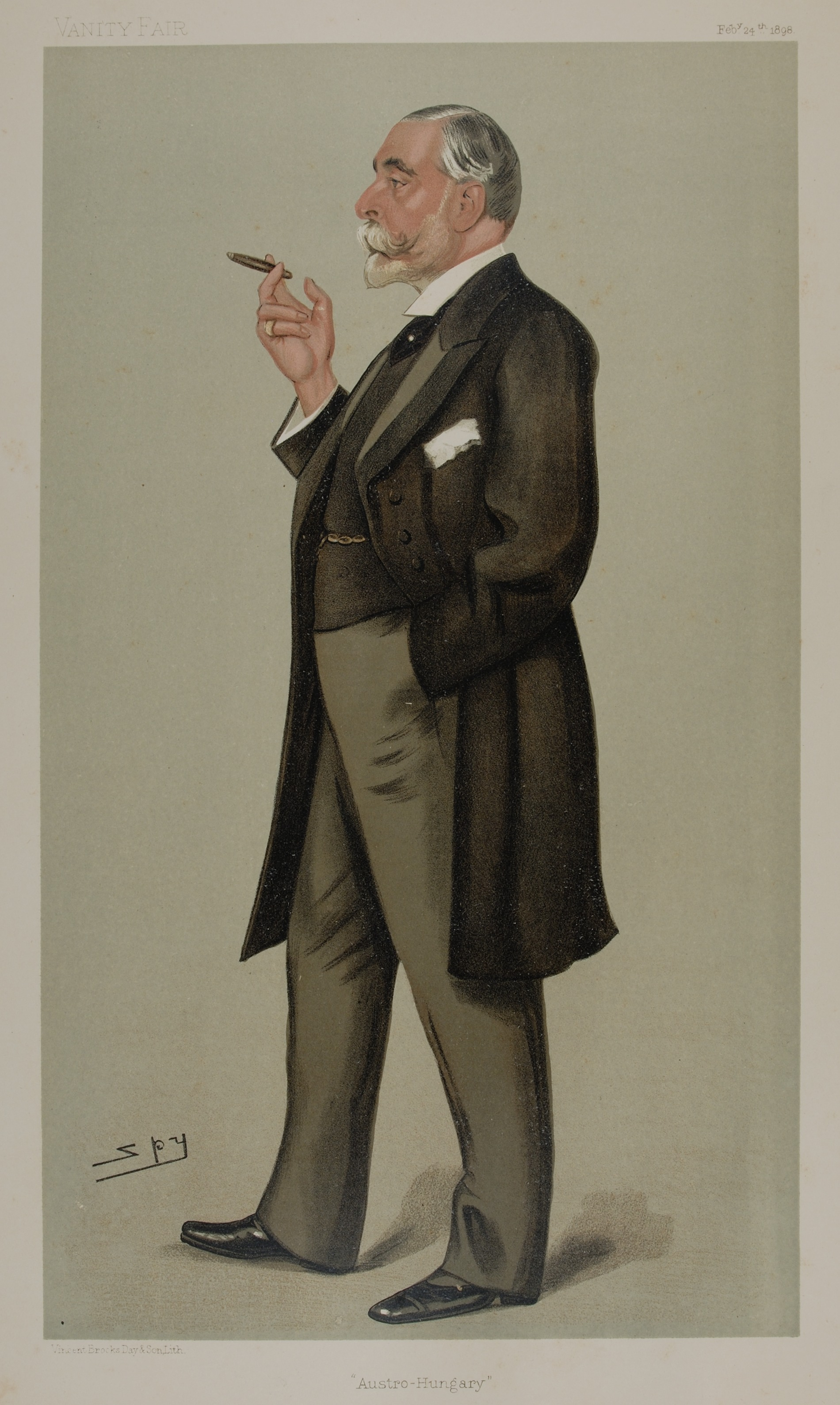
František Deym ze Stříteže jako rakouský velvyslanec ve Spojeném království, karikatura časopisu Vanity Fair, 1898

Pocházel ze starého českého šlechtického rodu Deymů ze Stříteže, byl mladším synem c. k. polního podmaršála Františka Deyma (1804–1872) a jeho manželky hraběnky Ludmily, rozené z Valdštejna (1815–1847).

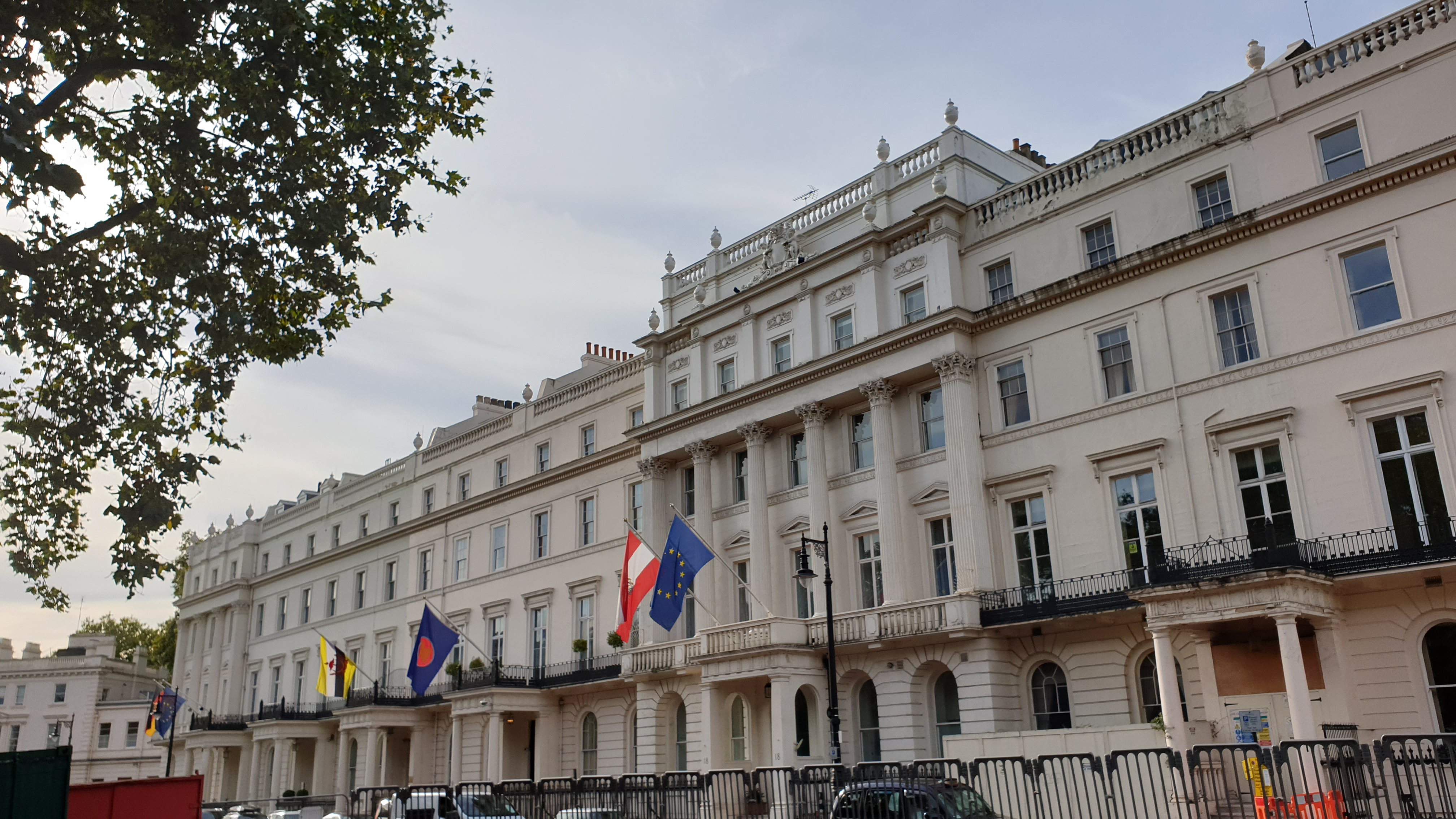
Rezidence rakousko-uherského diplomatického zastoupení ve Spojeném království (náměstí Belgrave Square 18, Londýn)

Studoval práva vídeňské univerzitě, mezitím absolvoval jednoroční dobrovolnou službu v c. k. armádě a v hodnosti poručíka hulánů byl převeden do stavu záloh (1859). Následně vstoupil do služeb ministerstva zahraničí, od roku 1860 působil jako rakouský atašé v Petrohradu, roku 1869 se stal legačním radou u Svatého stolce v Římě. Od roku 1870 byl legačním radou v Bruselu a od roku 1874 v Londýně. K datu 27. prosince 1881 obdržel titul mimořádného vyslance a zplnomocněného ministra, aby v roce 1882 zastupoval Rakousko-Uhersko na korunovaci cara Alexandra III. v Rusku. Roku 1887, poté co rezignoval na poslanecký mandát v Říšské radě, se opět zapojil do aktivní diplomatické služby a stal se rakouským vyslancem v Mnichově. Od 18. října 1888 byl rakousko-uherským velvyslancem v Londýně. Na tomto postu setrval po 15 let, až do své smrti, ačkoliv několikrát chtěl pro nemoc odstoupit. Sídlem rakousko-uherského diplomatického zastoupení v Británii byl palác na náměstíBelgrave Square 18. Využití této rezidence bylo od poloviny 19. století řešeno krátkodobými nájemními smlouvami, František Deym dosáhl v roce 1892 převodu budovy kupní smlouvou do majetku Rakouska-Uherska. Palác je dodnes sídlem velvyslanectví Rakouska ve Spojeném království.
Kromě diplomatické služby byl aktivní i politice na zemské úrovni Českého království. V zemských volbách v roce 1883 se stal poslancem Českého zemského sněmu. Reprezentoval velkostatkářskou kurii, nesvěřenecké velkostatky. Rezignoval roku 1887.
Působil i jako poslanec Říšské rady (celostátního parlamentu Předlitavska), kam nastoupil ve volbách roku 1879 za kurii velkostatkářskou v Čechách. Mandát zde obhájil ve volbách roku 1885. Zasedal zde do roku 1887, kdy byl povolán do Panské sněmovny (nevolená horní komora Říšské rady). Ve volebním období 1879–1885 se uvádí jako hrabě Franz Deym, c. k. komoří, mimořádný vyslanec a zplnomocněný ministr a statkář, bytem Hostinné. Politicky se po volbách v roce 1879 uvádí jako konzervativec.
Zastupoval Stranu konzervativního velkostatku, která byla federalisticky orientována a podporovala české státoprávní aspirace. Po volbách v roce 1879 se na Říšské radě připojil k Českému klubu (jednotné parlamentní zastoupení, do kterého se sdružili staročeši, mladočeši, česká konzervativní šlechta a moravští národní poslanci). Jako člen parlamentního Českého klubu se uvádí i po volbách v roce 1885. Když odstoupil Jindřich Jaroslav Clam-Martinic, byl Deym zvolen předsedou klubu velkostatkářů.
Zemřel na srdeční selhání v září 1903 na zámku Eckersdorf (dnes Bożków v Polsku) v pruském Kladsku, kde pobýval u své dcery, provdané Magnisové. Pohřben byl v rodové hrobce u kostela sv. Jakuba v Dolní Olešnici.

## Majetek
Po otci zdědil velkostatky Hostinné a Nové Zámky v Čechách a dále Lesencetomaj v Uhersku. K Hostinnému patřilo 1200 hektarů půdy, velkostatek Lesencetomaj zahrnoval 1780 hektarů půdy. I když na svých statcích pobýval jen zřídka, jako vysoce postavený diplomat potřeboval reprezentační sídlo adekvátní k jeho postavení. V letech 1880–1890 proto realizoval přestavbu v Nových Zámcích s připojením nově vzniklého jižního křídla ve stylu novorenesance.

## Tituly a ocenění
Jako velvyslanec v Londýně obdržel v roce 1888 titul c. k. tajného rady s nárokem na oslovení Excelence a v roce 1895 byl jmenován c. k. komořím. Během diplomatické služby získal několik ocenění, byl nositelem velkokříže Leopoldova řádu a Řádu železné koruny III. třídy. V zahraničí byl nositelem ruského Řádu sv. Stanislava, komandérem belgického Leopoldova řádu a držitelem velkokříže Záslužného řádu bavorské koruny. Mimoto byl čestným rytířem Maltézského řádu a v roce 1882 obdržel čestné občanství v Hostinném. Nejvyššího vyznamenání dosáhl v roce 1900, kdy byl jmenován rytířem Řádu zlatého rouna.

## Rodina
Během diplomatické služby v Itálii se v roce 1870 v Římě oženil s německou šlechtičnou Annou, rozenou hraběnkou von Schlabrendorf (1852–1919), která byla majitelkou statků v Pruském Slezsku. Byla dámou Řádu hvězdového kříže, c. k. palácovou dámou a čestnou dámou bavorského Tereziánského řádu. Po ovdovění se trvale usadila na Nových Zámcích a osobně dohlížela na chod velkostatku, který vlastnila až do své smrti, teprve pak přešel majetek na nejstaršího syna Františka. Z manželství se narodilo pět dětí.
- 1. František (1871–1925), c. k. komoří, poslanec českého zemského sněmu a moravského zemského sněmu, majitel velkostatku Hostinné, ∞ 1902 Marie Ludmila hraběnka de la Fontaine et d'Harnoncourt-Unverzagt (1881–1949), c. k. palácová dáma, dáma Řádu hvězdového kříže, majitelka velkostatku Hajany
- 2. Konstantin (1873–1955), c. k. komoří, diplomat v Londýně, Istanbulu, Římě a Drážďanech, ∞ 1907 Clara de Montalvo y Soler (1890–1965)
- 3. Bianca (1874–1968), dáma Řádu hvězdového kříže, čestná dáma Maltézského řádu ∞ 1894 Anton Franz hrabě Magnis (1862–1944), poslanec říšského sněmu a slezského zemského sněmu, majitel velkostatku Strážnice a Eckersdorf
- 4. Isabela (1877–1968), c. k. palácová dáma ∞ 1905 Pavel hrabě Esterházy z Galanty (1861–1932), c. k. tajný rada, sekční šéf na ministerstvu zahraničí, majitel velkostatku Szigliget
- 5. Jan Nepomuk (1881–1968), c. k. komoří, důstojník, majitel velkostatků Lesencetomaj a Stainach

Jeho bratrem byl Ferdinand Deym ze Stříteže (1837–1900), který byl rovněž aktivní v zemské i celostátní politice.